# Darlene Love
(David Letterman)
Darlene Love, all'anagrafe Darlene Wright (Los Angeles, 26 luglio 1941), è una cantante e attrice statunitense.
Cantante in attività dalla fine degli anni cinquanta, è dedita principalmente ai generi R&B, pop e rock: tra i suoi brani più famosi da solista, figurano Christmas (Baby Please Come Home), (Today I Met) The Boy I'm Gonna Marry, Lord, If You're a Woman, All Alone on Christmas, ecc.. Prima di intraprendere la carriera di cantante solista, è stata la voce di gruppi quali The Blossoms, The Crystals e Bob B. Soxx & the Blue Jeans.
Sul grande schermo, ha interpretato il ruolo di Trish Murtaugh nei film del ciclo Arma letale.
Definita dalla rivista Rolling Stone, "una delle più grandi cantanti di tutti i tempi", è tra gli artisti inclusi nella Rock and Roll Hall of Fame.
La cantante Whitney Houston era sua figlioccia.

## Biografia

### Vita privata
È sposata dal 1984 con Alton Allison e ha tre figli.

## Discografia da solista (parziale)

### Album
- Masters (1981)
- Masters (The Wall of Sounds) (1985)
- Paint Another Picture (1988)
- Bringing It Home (1992)
- Unconditional Love (1998)
- Age of Miracles (1999)
- It's Christmas, Of Course (2007)
- Darlene Love Live
- The Concert of Love
- Introducing Darlene Love (2015)

### Singoli
- Christmas (Baby, Please Come Home) (1963)
- Wait Til' My Bobby Gets Home/Take It From Me (1963)
- (Today I Met) The Boy I'm Gonna Marry/Playing For Keeps (1963)
- Lord, If You're A Woman/Stumble And Fall (1977)
- Lord, If You're A Woman/Lord, If You're A Woman (1977)
- The Phil Spector Christmas Single (con Phil Spector) (1987)
- He's Sure The Man I Love (1988)
- All Alone On Christmas/Cool Jerk (Christmas Mix) (con The Capitols) (1992)

## Filmografia

### Attrice
- Destini (1993) - ruolo: Judy Barrell
- The Love God? (1969)
- Arma letale (Lethal Weapon), regia di Richard Donner (1987)
- Arma letale 2 (Lethal Weapon 2), regia di Richard Donner (1989)
- Arma letale 3 (Lethal Weapon 3), regia di Richard Donner (1992)
- Arma letale 4 (Lethal Weapon 4), regia di Richard Donner (1998)
- 20 Feet from Stardom, regia di Morgan Neville - documentario (2013)
- New Girl - serie TV, episodio 6x10 (2016)
- Natale, Folle Natale (Holiday Rush), regia di Leslie Small (2019)
- Qualcuno salvi il Natale 2 (The Christmas Chronicles: Part Two), regia di Chris Columbus (2020)

### Colonna sonora (parziale)
- Shindig! - serie TV, 4 episodi (1964-1965)
- Sapore di hamburger (1985)
- Mamma, ho riperso l'aereo: mi sono smarrito a New York (1992)
- Una promessa è una promessa (1996)
- College femminile (1998)
- Fuga dal Natale (2004)
- L'amore non va in vacanza (2006)
- Doctors - serie TV, 1 episodio (2011)
- Scusa, mi piace tuo padre (2011)

## Autobiografia
- My Name Is Love: The Darlene Love Story (1998)[1]